# Карчемарскас, Жидрунас
Жидрунас Карчемарскас (лит. Žydrūnas Karčemarskas; 24 мая 1983, Алитус, Литовская ССР, СССР) — литовский футболист. Воспитанник детско-юношеской футбольной школы города Алитус. Тренер — Римас Коханаускас.

## Карьера

### Клубная
Играл в командах «Дайнава» (Алитус), «Жальгирис» (Вильнюс), «Полония» (Вильнюс). В московском «Динамо» с декабря 2001 года. В основном составе «Динамо» дебютировал 4 мая 2003 мая в матче «Уралан» — «Динамо» (1:5), выйдя на замену вместо полевого игрока, сменив в воротах удаленного основного, на тот момент, вратаря Романа Березовского.
Победитель турнира дублирующих составов клубов РФПЛ 2002 и 2003 годов. Признан лучшим игроком дублирующего состава московского «Динамо» 2003 года по опросу среди болельщиков.
С 2010 года играл в турецких клубах «Газиантепспор» и «Османлыспор».

### Сборная
Дебютировал в составе сборной Литвы по футболу в 2002 году. После того как Гинтарас Стауче в 2004 году завершил карьеру футболиста, Жидрунас Карчемарскас стал основным вратарём литовской национальной команды.

## Личная жизнь
Старший брат Роландас выступал за различные литовские футбольные клубы.

## Достижения
Командные
- Бронзовый призёр чемпионата России: 2008

Личные
- Лучший футболист Литвы: 2011, 2012